# Forze armate dell'Unione europea
Le forze di difesa dell'Unione Europea sono implementate dalla Politica di sicurezza e di difesa comune dell'UE. Esistono due categorie di forze multinazionali UE: quelle stabilite intergovernativamente e rese disponibili alla politica di sicurezza e di difesa comune ai sensi dell'art. 42.3 del Trattato sull'Unione Europea (TUE), come gli Eurocorpi; e quelle stabilite a livello sopranazionale europeo, come i Gruppi tattici dell'UE.

## Storia
Un primo tentativo di unire le forze armate dell'Europa occidentale è stata la fallimentare Comunità europea di difesa del 1952. Tuttavia da allora molti politici hanno promesso di creare delle forze armate europee. Dato che molti degli Stati membri dell'UE sono anche membri della NATO, alcuni cooperano in materia di difesa mediante la NATO, piuttosto che mediante l'UE o altri gruppi (come l'Unione Europea Occidentale). Comunque l'appartenenza all'UE, all'UEO e alla NATO sono distinte e alcuni Stati membri dell'Unione europea rimangono per costituzione neutrali in materia di difesa. Diversi Paesi membri dell'UE poi sono stati membri formali del Patto di Varsavia.
Al vertice del Consiglio europeo, riunito a Helsinki il 10 e 11 dicembre 1999, si era concretamente definito un Corpo di intervento operativo, di sessantamila unità, mai attivato.
Il Trattato di Lisbona del 2001 ha recepito gli elementi del Trattato di Bruxelles con le clausole di difesa dell'Unione Europea Occidentale nell'Unione europea. 
Nel 2007 sono stai attivati gli EU Battlegroups.
Il 23 marzo 2007 la cancelliera tedesca Angela Merkel, mentre era presidente del Consiglio dell'Unione europea, ha concesso un'intervista durante la celebrazione del cinquantesimo compleanno dell'Unione nella quale ha espresso il desiderio di avere delle forze armate europee unite. Il 14 luglio 2007 l'allora presidente francese Nicolas Sarkozy ha chiesto all'UE di creare delle forze armate unificate e lo stesso giorno gruppi di soldati di tutte le ventisette nazioni dell'Unione europea hanno marciato attraverso i Champs-Élysées durante la celebrazione della presa della Bastiglia su invito di Sarkozy.

## Il quadro giuridico
La difesa dell'UE è affidata a ogni singolo Stato membro. L'articolo 42 del Trattato di Maastricht affermava che:
Nel Trattato di Lisbona, l'articolo 42 impone agli stati membri di intervenire con tutti i loro mezzi qualora uno o più stati venissero attaccati da entità extra UE. È questo il vero pilastro della difesa comune UE.
L'Unione europea ha un mandato limitato in ambito di difesa, con il solo ruolo di esplorare la questione della difesa datagli dal Trattato di Amsterdam, cosa che era stata omessa nei processi della lista delle forze dell'Helsinki Headline Goal (la forza europea a reazione rapida). Comunque alcuni Stati dell'UE possono fare e fanno accordi multilaterali di difesa fuori dalle strutture dell'Unione europea.

## La cooperazione

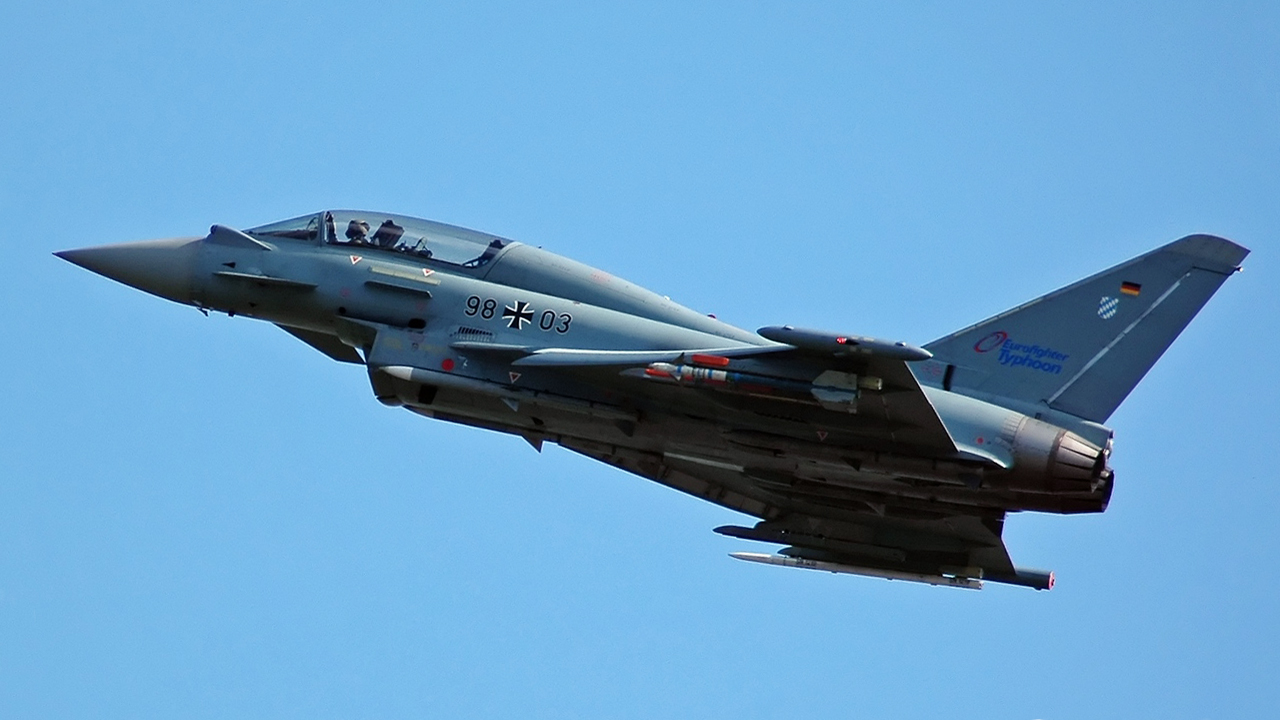
L'Eurofighter Typhoon, sviluppato da Regno Unito, Germania, Italia e Spagna

L'UE agisce per mezzo della politica estera e di sicurezza comune, sebbene la Danimarca abbia scelto di non collaborarvi (Protocollo n° 5, articolo 6) e alcuni Stati siano impediti da questioni di neutralità. Le forze sotto il comando dell'UE sono state usate in missioni di pace, nelle quali l'Europa ha molta esperienza.
Sommando le spese annuali di tutti gli Stati membri risulta che nel 2019 l'Unione europea spese complessivamente più di circa 350 miliardi di USD, seconda solo agli Stati Uniti d'America, con 732 miliardi di USD. Nel 2018 si è calcolato che una difesa europea permetterebbe non solo di rendere più efficienti le forze armate, ma anche di risparmiare circa 26 miliardi di euro. Ci sono stati degli sforzi per superare ciò con progetti congiunti come il consorzio Eurofighter.
Ad esempio:
- ci sono diversi modelli di carri armati europei (Leclerc, Leopard 2, AMX-30, Challenger 2, Ariete, PT-91, T-72CZ), mentre le forze armate degli Stati Uniti usano un solo modello di carro armato;
- ci sono diversi modelli di veicoli da combattimento della fanteria (FV530, AMX-10P, Puma, Dardo, CV9030 Jaguar-2), mentre le forze armate degli Stati Uniti usano due modelli di veicoli da combattimento della fanteria.

## Impiego
Nel 2004 gli Stati dell'UE hanno preso in consegna dalla NATO il comando della missione in Bosnia ed Erzegovina attraverso l'EUFOR. Ci sono stati altri spiegamenti di forze, come nella Striscia di Gaza e nella Repubblica Democratica del Congo.

## Forze e unità militari
Se si tiene conto di un'Unione europea considerata come un unico stato, come una federazione (Stati Uniti d'Europa) si possono considerare 1 597 788 militari tra gli Stati membri.
- Stato maggiore dell'Unione europea (supervisiona le operazioni militari condotte al di fuori dell'UE);
- EUFOR (forza per missioni di pace utilizzata in Bosnia ed Erzegovina nel 2002 e nella Repubblica Democratica del Congo);
  - EUFOR Althea (forza di protezione composta da 7 000 militari di stanza in Bosnia ed Erzegovina).
- Euromarfor (primo nucleo per una marina europea, compie missioni umanitarie e di protezione delle acque europee);
- Eurocorps (forza militare indipendente composta da 60 000 militari che può essere utilizzata in varie missioni);
- Eurogendfor (forza per interventi in zone di crisi composta da 900 persone stabili e altre 2 300 persone disponibili come rinforzo);
- Helsinki Headline Goal (lista di forze a reazione rapida composta da 60 000 militari gestiti dall'Unione europea, ma sotto il controllo degli stati di appartenenza);
- EU Battlegroups (vicino ad un esercito UE, composto da 15 formazioni operativi a rotazione, ciascuna con 1.500 militari).

## Spesa militare degli Stati membri della NATO e dell'UE[10]
|                                                    | Nazione         | Spesa per la difesa (in USD) |
| -------------------------------------------------- | --------------- | ---------------------------- |
| Francia (bandiera) · Unione europea (bandiera)     | Francia         | 63 200 000 000               |
| Germania (bandiera) · Unione europea (bandiera)    | Germania        | 45 100 000 000               |
| Italia (bandiera) · Unione europea (bandiera)      | Italia          | 44 809 000 000               |
| Spagna (bandiera) · Unione europea (bandiera)      | Spagna          | 21 000 000 000               |
| Polonia (bandiera) · Unione europea (bandiera)     | Polonia         | 9 349 000 000                |
| Paesi Bassi (bandiera) · Unione europea (bandiera) | Paesi Bassi     | 9 016 000 000                |
| Norvegia (bandiera)                                | Norvegia        | 5 963 000 000                |
| Svezia (bandiera) · Unione europea (bandiera)      | Svezia          | 6 309 137 714                |
| Grecia (bandiera) · Unione europea (bandiera)      | Grecia          | 4 550 000 000                |
| Belgio (bandiera) · Unione europea (bandiera)      | Belgio          | 4 023 000 000                |
| Danimarca (bandiera) · Unione europea (bandiera)   | Danimarca       | 3 474 000 000                |
| Finlandia (bandiera) · Unione europea (bandiera)   | Finlandia       | 2 800 000 000                |
| Portogallo (bandiera) · Unione europea (bandiera)  | Portogallo      | 2 783 000 000                |
| Romania (bandiera) · Unione europea (bandiera)     | Romania         | 2 766 000 000                |
| Austria (bandiera) · Unione europea (bandiera)     | Austria         | 2 334 900 000                |
| Rep. Ceca (bandiera) · Unione europea (bandiera)   | Repubblica Ceca | 1 930 000 000                |
| Irlanda (bandiera) · Unione europea (bandiera)     | Irlanda         | 1 300 000 000                |
| Ungheria (bandiera) · Unione europea (bandiera)    | Ungheria        | 1 243 000 000                |
| Slovacchia (bandiera) · Unione europea (bandiera)  | Slovacchia      | 1 024 000 000                |
| Bulgaria (bandiera) · Unione europea (bandiera)    | Bulgaria        | 663 000 000                  |
| Lituania (bandiera) · Unione europea (bandiera)    | Lituania        | 630 000 000                  |
| Croazia (bandiera) · Unione europea (bandiera)     | Croazia         | 607 000 000                  |
| Estonia (bandiera) · Unione europea (bandiera)     | Estonia         | 497 000 000                  |
| Lettonia (bandiera) · Unione europea (bandiera)    | Lettonia        | 400 000 000                  |
| Slovenia (bandiera) · Unione europea (bandiera)    | Slovenia        | 400 000 000                  |
| Cipro (bandiera) · Unione europea (bandiera)       | Cipro           | 384 000 000                  |
| Lussemburgo (bandiera) · Unione europea (bandiera) | Lussemburgo     | 263 000 000                  |
| Albania (bandiera)                                 | Albania         | 144 000 000                  |
| Malta (bandiera) · Unione europea (bandiera)       | Malta           | 44 640 000                   |
|                                                    | Totale          | 311 920 000 000              |

|                           | Nazione / Organizzazione | Spesa per la difesa (in miliardi di USD) |
| ------------------------- | ------------------------ | ---------------------------------------- |
| Stati Uniti (bandiera)    | Stati Uniti d'America    | 664                                      |
| Unione europea (bandiera) | Unione europea           | 237,7                                    |
| Cina (bandiera)           | Cina                     | 145,8                                    |
| Regno Unito (bandiera)    | Regno Unito              | 68,1                                     |
| Russia (bandiera)         | Russia                   | 65,6                                     |